# Barrakuda złotawa
Barrakuda złotawa, barakuda złotawa (Sphyraena guachancho) – gatunek ryby okoniokształtnej z rodziny barrakudowatych (Sphyraenidae).

## Występowanie
Atlantyk – na zachód od Massachusetts w USA na północ przez Zatokę Meksykańską i Morze Karaibskie po Brazylię na południe; na wschód od Senegalu po Angolę oraz Wyspy Kanaryjskie i Wyspy Zielonego Przylądka.
Żyje w wodach przybrzeżnych na głębokości do 100 m w mętnych wodach ponad mulistym dnem, często w ujściach rzek. Tworzy jednowiekowe stada.

## Cechy morfologiczne
Osiąga zwykle 70 cm długości (max. 200 cm) oraz 1,75 kg masy ciała. W płetwach grzbietowych 6 twardych i 9 miękkich promieni; w płetwie odbytowej 2 twarde i 8 miękkich promieni.

## Odżywianie
Żywi się głównie rybami z rodzin sardelowatych, śledziowatych, lucjanowatych i jaszczurnikowatych oraz kałamarnicami z rodziny Loliginidae.

## Rozród
Dojrzewa płciowo przy długości ok. 35 cm. Na Kubie trze się od VI do VIII.

## Znaczenie
Łowiona przez rybaków, sprzedawana świeża lub solona.